# Imos CAD/CAM

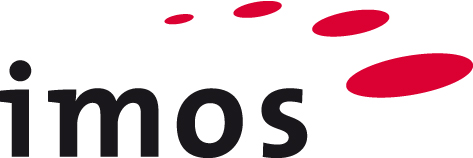
Logo der imos AG

imos CAD/CAM ist eine 3D-CAD/CAM-Software für den Möbel- und Innenausbau. Entwickelt wird imos seit 1993 von der imos AG aus Herford. Der Vertrieb erfolgt weltweit über eigene Standorte in Herford, Stuttgart und Cornedo Vicentino (Italien) sowie über internationale Vertriebspartner. Die Software ist in 16 Sprachen verfügbar und bei über 3.000 Produzenten im Einsatz. 

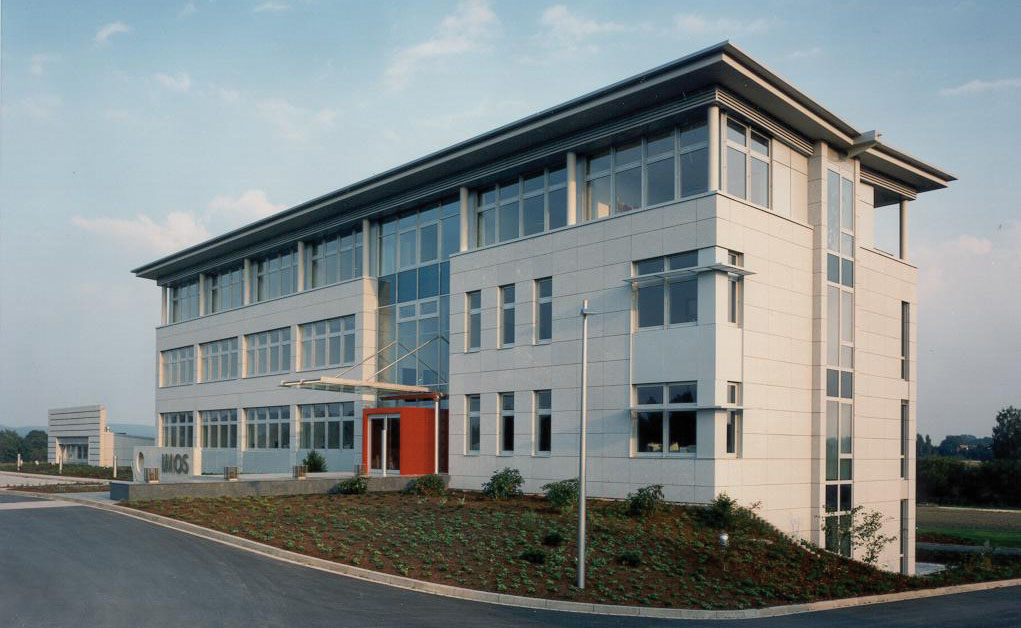
Firmengebäude imos Herford

## Anwendung
imos CAD/CAM ist speziell auf die Anforderungen der Holzverarbeiter zugeschnitten. Die Software wird international vor allem von Küchenherstellern, Möbel- und Innenausbauern, Büromöbelherstellern und Ladenbauern eingesetzt.
Kern der imos-Software ist ein durchgängiger Datenfluss, der die Konstruktion von Möbeln und Inneneinrichtungen inklusive Beschläge der Möbelzulieferer zu einem durchgängigen Prozess von der internetbasierten Raumplanung und Auftragserfassung über Kalkulation bis hin zur Steuerung aktueller CNC-Maschinen verbindet. Die imos-Lösung ist modular aufgebaut und unterscheidet vier Hauptmodule: CAD, CAM, NET und 360 übernehmen unterschiedliche Aufgabenbereiche im Unternehmen. So können Aufträge durchgängig vom Verkauf (imos NET) bis an die Maschine (imos CAM) abgewickelt werden. Die Möbelkataloge basieren auf den parametrischen 3D CAD-Daten, die unmittelbar aus der Konstruktion des Möbels (imos CAD) entstehen. Dabei können Material und Beschläge aus Online-Katalogen der Möbelzulieferer ausgewählt werden (iFurn online). Die fertigen 3D-Konstruktionen können auf dem Smartphone oder Tablet-PC mittels „Augmented Reality“-Technologie (imos 360) in reale Räume projiziert werden. Alle vier Produktbereiche sind nahtlos miteinander verknüpft und ergeben so eine durchgängige Lösung für Industrie und Handwerk.

## Branchen
Die Software kann in der Industrie oder im Handwerk eingesetzt werden. Der Großteil der Kunden setzt sich aus Küchenherstellern, Laden- und Innenausbauern, Objekteinrichtern und klassischen Möbelbauern zusammen. Für Berufs- und Studiengänge wird die imos CAD/CAM-Software auch als Lehrmittel verwendet. Aktuell (Stand 2013) ist sie beispielsweise bei der HAWK Hochschule Hildesheim
, der Hochschule Rosenheim, der Fachschule Melle oder der berufsbildenden Schule Technik Kaiserslautern im Einsatz.

## Zusammenarbeit mit Möbelzulieferern
Eine Besonderheit der imos Software ist, dass während der Konstruktion auf reale Daten namhafter Möbelzulieferer zugegriffen werden kann und sich die entsprechenden Beschläge, Scharniere oder Profile direkt in der Konstruktion verwenden lassen. Diese Daten werden kontinuierlich aktualisiert und imos von den Herstellern zur Verfügung gestellt. Zurzeit sind Daten von blum, Egger, Grass, Häfele, Hettich, Lamello, Rehau, Westag & Getalit, wodego und ZEG verfügbar.